# Batavia (barco)
El Batavia (/baˈtaːvia/ⓘ) fue un barco de la Compañía Neerlandesa de las Indias Orientales (VOC). Fue construido en Ámsterdam en 1628 como el buque insignia de una de las tres flotas anuales de barcos de la compañía y zarpó ese año en su viaje inaugural hacia Batavia, la capital de las Indias Orientales Neerlandesas. El 4 de junio de 1629, el Batavia naufragó en las Houtman Abrolhos, una cadena de pequeñas islas frente a la costa occidental de Australia. Su epónimo refiere a la ciudad de Batavia (Indias Orientales Neerlandesas), actual Yakarta.
A medida que el barco se destrozaba, alrededor de 300 de los 341 pasajeros y tripulantes del Batavia lograron llegar a tierra, mientras que el resto se ahogó en sus intentos. Su comandante, Francisco Pelsaert, navegó hacia Batavia para buscar ayuda, por lo que dejó a cargo al alto funcionario de la VOC, Jeronimus Cornelisz, sin saber que él había estado planeando un motín antes del naufragio. Cornelisz engañó a unos veinte hombres bajo el mando del soldado Wiebbe Hayes para que buscaran agua fresca en islas cercanas, dejándolos morir. Con la ayuda de otros amotinados, luego orquestó una masacre que, durante varias semanas, resultó en el asesinato de aproximadamente 125 de los sobrevivientes restantes, incluidos mujeres, niños y bebés; también mantuvieron un pequeño número de mujeres como esclavas sexuales.
Mientras tanto, el grupo de Hayes encontró agua fresca de forma inesperada y, después de enterarse de las atrocidades, libraron batallas con el grupo de Cornelisz. En octubre de 1629, en el apogeo de su última y más mortal batalla, fueron interrumpidos por el regreso de Pelsaert a bordo del barco de rescate Sardam. Posteriormente, Pelsaert juzgó y condenó a Cornelisz y a seis de sus hombres, quienes se convirtieron en los primeros europeos en ser ejecutados legalmente en Australia. Otros dos amotinados, condenados por crímenes menores en comparación, fueron abandonados en el continente australiano, de manera que se convirtieron en los primeros europeos en habitar permanentemente el continente australiano. Solo 122 de los pasajeros originales llegaron al puerto de Batavia.
Asociada en la actualidad con «una de las peores historias de terror en la historia marítima», Batavia ha sido objeto de numerosas historias publicadas. Debido a su lugar único en la historia del contacto europeo con Australia, la historia de Batavia a veces se ofrece como una narrativa fundacional alternativa al desembarco de la Primera Flota en Sídney. De los aproximadamente cuarenta y siete naufragios de la VOC que han sido localizados e identificados, Batavia es el único ejemplo de principios del siglo XVII del cual los componentes restantes del casco han sido recuperados, conservados y sometidos a un estudio detallado. Muchos artefactos del Batavia se encuentran en el Museo de Naufragios de Australia Occidental en Fremantle, mientras que una réplica del barco está anclada como un barco museo en Lelystad, en los Países Bajos.

## Construcción
En los siglos XVI y XVII, los holandeses eran los principales constructores de barcos del norte de Europa, debido a la innovación en diseños (por ejemplo, el Filibote) y en tecnología (el aserradero impulsado por molino de viento). Sin embargo, usaban la secuencia de construcción «basada en la parte inferior», que utiliza un sistema de construcción sobre forro para la parte inferior del casco. Las tablas se moldean y luego se colocan borde con borde, teniendo la apariencia de una construcción de casco liso, pero se colocan en posición antes de instalar los marcos. Por lo tanto, la forma de la parte inferior del casco se deriva del moldeado de las tablas del casco. La secuencia de construcción «basada en la parte inferior» es la misma que se usaba en las cocas medievales y algunos argumentan que esta es una tradición de construcción romano-celta más antigua.
Los barcos pertenecientes a la Compañía Neerlandesa de las Indias Orientales (VOC) generalmente se construían en los propios astilleros de la compañía. La VOC emitía cartas que daban especificaciones detalladas para estos barcos, las cuales se actualizaban de vez en cuando. Las cartas daban un rango de dimensiones clave del casco y programaban los tamaños de los miembros estructurales. Sin embargo, los diseños no existían como planos o dibujos que determinaran la forma del casco. A diferencia de los barcos construidos para el comercio europeo, los barcos de la VOC de las Indias Orientales estaban revestidos con una doble capa de tablones estructurales de roble. Esto estaba revestido con una doble capa de pino que incorporaba alquitrán y pelo de animal, junto con clavos de hierro muy juntos, pues se pretendía que la capa de pino fuera resistente al gusano de barco.
La relación eslora-manga del Batavia era de 4,4:1, lo que la hacía más estrecha que los barcos precedentes de la VOC. Una carta de construcción de barcos de la VOC de 1619 da una relación eslora-manga de 3,9:1. Se sugiere que había una tendencia de la VOC a tener diseños cada vez más estrechos a principios del siglo XVII. Todos los barcos de la VOC tenían una relación eslora-manga relativamente alta, cubriendo un rango de 3,7:1 a 4,5:1. Esto era en un momento en que una relación de 3:1 no hubiera sido inusual.
Batavia, al igual que otros barcos holandeses de la época, se construyó con roble importado de los bosques que bordean el Vístula. El comercio holandés de madera del Báltico, particularmente roble, se remonta a principios del siglo XIII. (A principios del siglo XVII, los comerciantes holandeses dominaban el comercio europeo de madera). El roble de la región del Vístula dejó de usarse después de 1643. Es posible que la construcción naval holandesa hubiera sido una causa de deforestación de la zona para entonces.
Batavia puede haber sido uno de los dos barcos especificados en la carta de construcción naval de la VOC del 29 de marzo de 1626; normalmente tomaba 18 meses construir uno de estos barcos, por lo que un pequeño retraso encajaría en las fechas. Se eligió el nombre «Batavia» el 29 de junio de 1628 y los líderes de la VOC presionaron para que el barco estuviera listo para la próxima flota (que consistía en otros cinco barcos), que debía partir en septiembre u octubre de 1628. Batavia sería el buque insignia de esta flota.

## Viaje inaugural
El 29 de octubre de 1628, el recién construido Batavia, encargado por la VOC, zarpó de Texel en los Países Bajos hacia las Indias Orientales Neerlandesas para obtener especias. Sus órdenes eran usar la Ruta de Brouwer, como todos los barcos de la Compañía Neerlandesa de las Indias Orientales. Esto implicaba navegar al sur de un curso directo a Yakarta, pero sin ninguna forma de medir la longitud, era difícil juzgar cuándo hacer el giro hacia el norte. Un giro tardío implicaba el riesgo de encallar en la costa de Australia.
Navegó bajo el mando del comandante y comerciante principal Francisco Pelsaert, con Ariaen Jacobsz sirviendo como capitán. Pelsaert y Jacobsz se habían encontrado anteriormente en Suratte holandés, cuando Pelsaert reprendió públicamente a Jacobsz después de que se emborrachara e insultara a Pelsaert frente a otros comerciantes. Existía animosidad entre los dos hombres después de este incidente. También se encontraba a bordo el comerciante junior Jeronimus Cornelisz (30), un boticario en bancarrota de Haarlem que huía de los Países Bajos por temor a ser arrestado debido a sus creencias heréticas asociadas con el pintor Johannes van der Beeck.

### Plan de motín
Según el relato de Pelsaert, Jacobsz y Cornelisz concibieron un plan para tomar el barco durante el viaje, lo que les permitiría comenzar una nueva vida en otro lugar al utilizar la gran cantidad de oro y plata de comercio a bordo. Después de dejar el Cabo de Buena Esperanza, donde habían parado por suministros, Pelsaert alegó que Jacobsz deliberadamente desvió el barco de su curso y lo alejó del resto de la flota. Jacobsz y Cornelisz ya habían reunido un pequeño grupo de hombres a su alrededor y organizaron un incidente del cual debía surgir el motín. Esto involucraba agredir sexualmente a una prominente pasajera joven, Lucretia Jans, para provocar que Pelsaert disciplinara a la tripulación. Esperaban pintar su disciplina como injusta y reclutar más miembros por simpatía. Sin embargo, la mujer no pudo identificar a sus atacantes.

### Hundimiento del barco

Localización del naufragio cerca de la costa de Australia Occidental

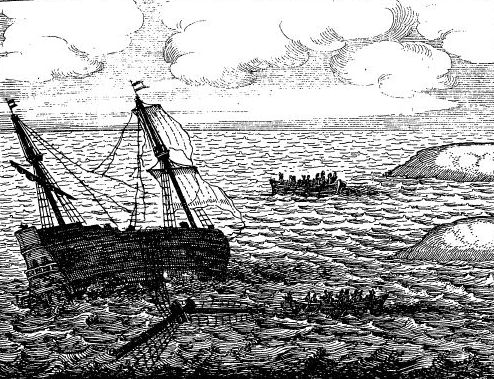
Supervivientes trasladados desde el naufragado Batavia a islas cercanas en los botes del barco.

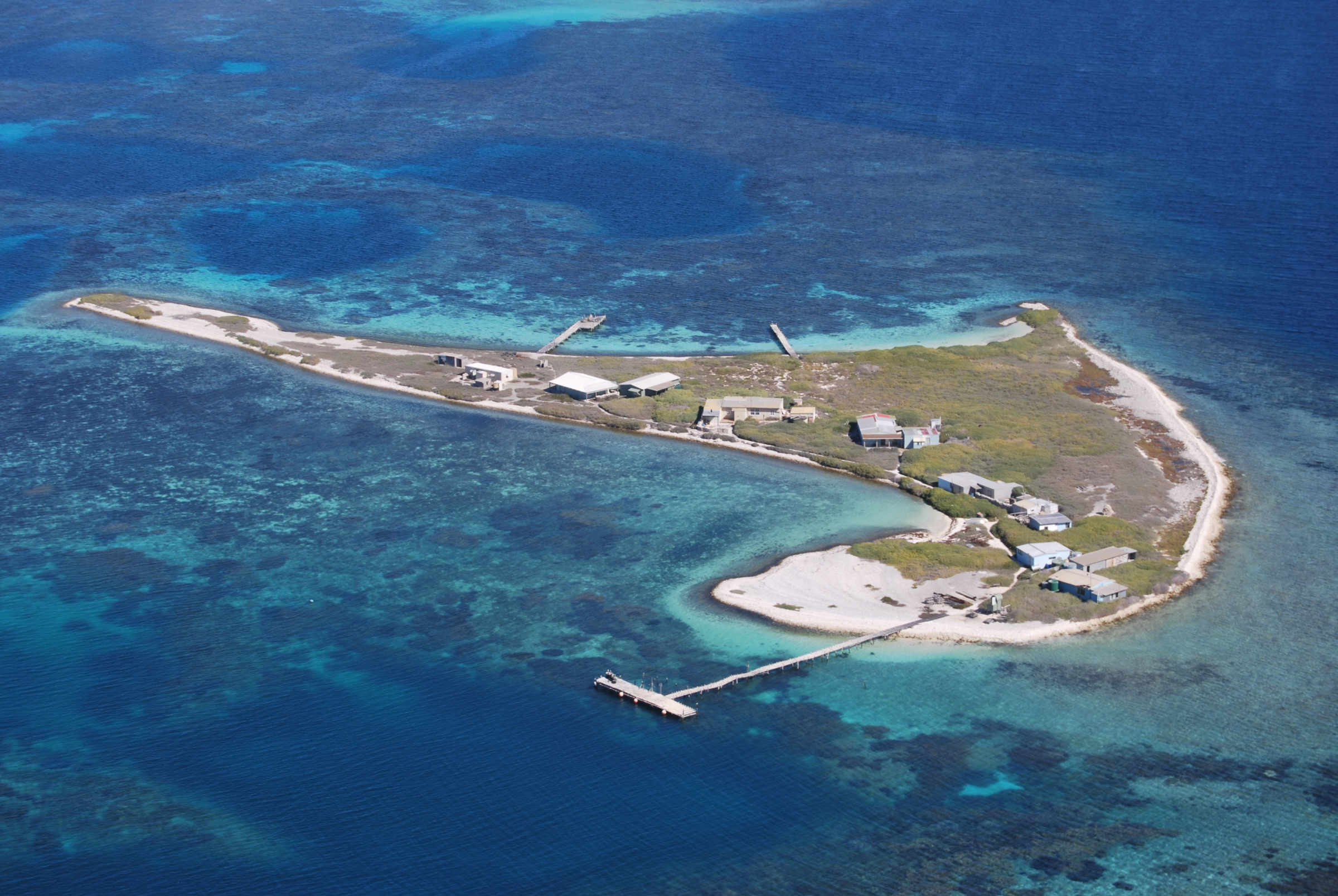
Cementerio de Batavia, ahora conocido como Beacon Island, en el Grupo Wallabi, Islas Abrolhos

El 4 de junio de 1629, el Batavia chocó contra el Arrecife Morning cerca de la Beacon Island, parte de los Houtman Abrolhos frente a la costa occidental de Australia. De los 322 a bordo, la mayoría de los pasajeros y la tripulación lograron llegar a tierra, aunque 40 personas se ahogaron. Los sobrevivientes, incluidas todas las mujeres y los niños, fueron luego transferidos a islas cercanas en la lancha y en la yola.
En un primer reconocimiento de las islas no se encontró agua dulce y la alimentación era limitada (leones marinos y aves). Pelsaert se dio cuenta de la situación desesperada y decidió buscar agua en el continente. Un grupo compuesto por Jacobsz, Pelsaert, oficiales superiores, algunos miembros de la tripulación y algunos pasajeros dejaron el sitio del naufragio en una lacha de nueve metros en busca de agua potable. Después de una búsqueda infructuosa de agua en el continente, dejaron a los otros sobrevivientes y se dirigieron al norte en un peligroso viaje hacia la ciudad de Batavia, en las Indias Orientales Neerlandesas, el homónimo del barco, para buscar rescate. En el camino, la tripulación hizo más incursiones en el continente en busca de agua fresca.
En su diario, Pelsaert declaró que el 15 de junio de 1629, navegaron a través de un canal entre un arrecife y la costa, encontrando una abertura alrededor del mediodía en una latitud estimada de aproximadamente 23 grados sur donde pudieron desembarcar y se encontró agua. El grupo pasó la noche en tierra. Pelsaert comentó sobre la gran cantidad de montículos de termitas en la zona y la plaga de moscas que los afligía. Pelsaert declaró que continuaron hacia el norte con la intención de encontrar el «río de Jacob Remmessens», identificado por primera vez en 1622; sin embargo, debido al viento, no pudieron desembarcar. Drake-Brockman ha sugerido que este lugar debe identificarse con Yardie Creek.
No fue hasta que la lancha llegó a la isla de Nusa Kambangan (Indias Orientales Neerlandesas) que Pelsaert y los demás encontraron más agua. El viaje tomó 33 días, con todos sobreviviendo. Después de su llegada a Batavia, el contramaestre, Jan Evertsz, fue arrestado y ejecutado por negligencia y «comportamiento escandaloso» antes de la pérdida del barco (se sospechaba que había estado involucrado). Jacobsz también fue arrestado por negligencia, aunque Pelsaert no sospechó de su culpabilidad en el posible motín.
El gobernador general Jan Pieterszoon Coen de inmediato concedió el mando del Sardam a Pelsaert para rescatar a los otros sobrevivientes, así como intentar salvar las riquezas del naufragio del Batavia. Dentro de un mes, Pelsaert llegó al área general donde había ocurrido el naufragio, pero tomó otro mes de búsqueda para localizar las islas una vez más. Cuando finalmente llegó al lugar, descubrió que había ocurrido una sangrienta masacre entre los sobrevivientes, lo que redujo su número en al menos cien.

### Asesinatos

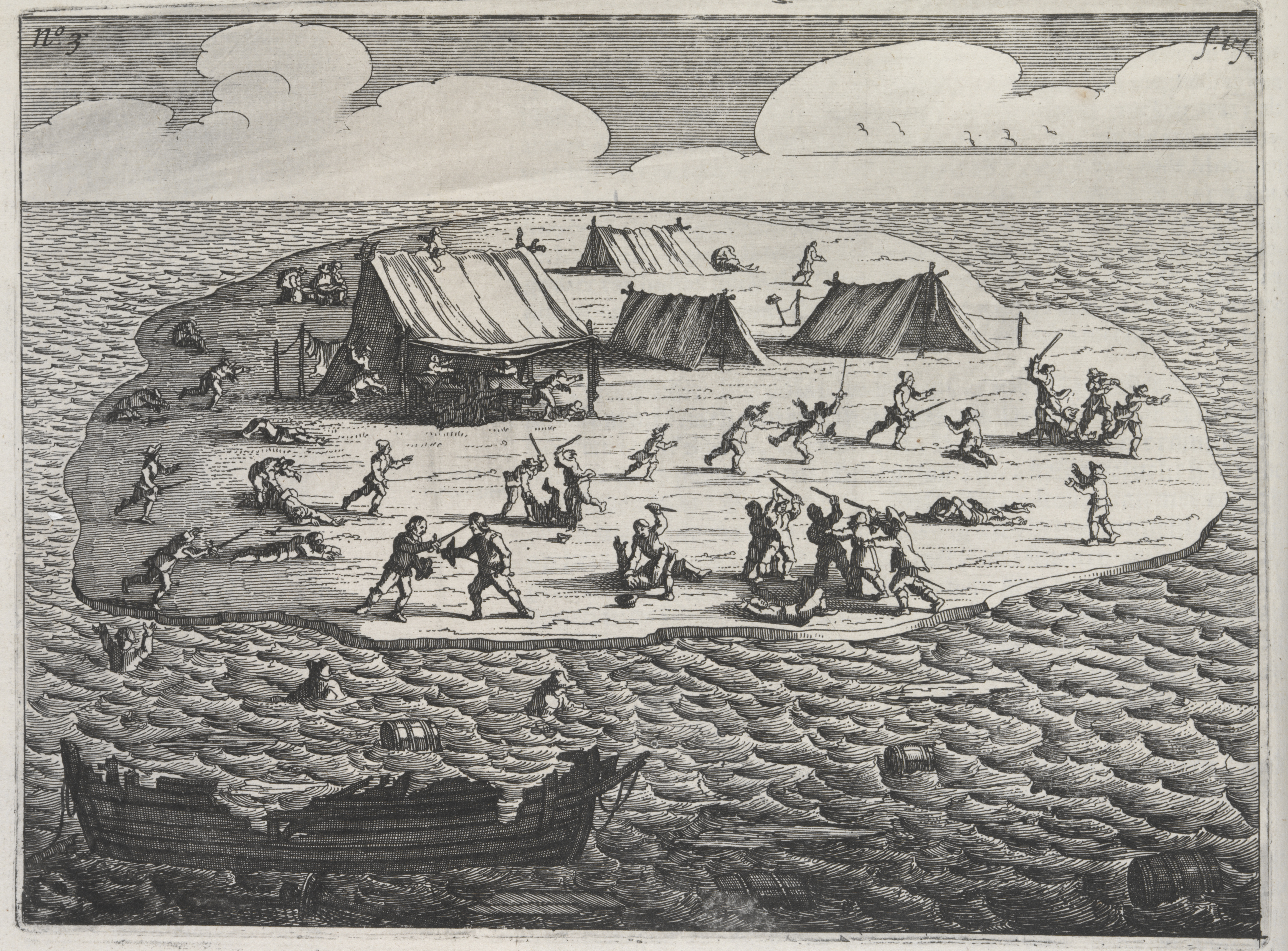
Masacre de los sobrevivientes.

Cornelisz fue uno de los pocos hombres que permaneció en el Batavia para saquear y robar. Fue uno de los pocos que sobrevivió a la ruptura final del barco y llegó a la Isla Beacon después de flotar durante dos días. Aunque no era ni marinero ni soldado, Cornelisz fue elegido para estar a cargo de los sobrevivientes debido a su alto rango en la Compañía Neerlandesa de las Indias Orientales. Hizo planes para saquear cualquier barco de rescate que pudiera regresar y usar el barco para buscar otro refugio seguro. Cornelisz hizo planes descabellados para iniciar un nuevo reino, utilizando el oro y la plata del naufragio. Sin embargo, para llevar a cabo este plan, primero necesitaba eliminar a posibles oponentes.

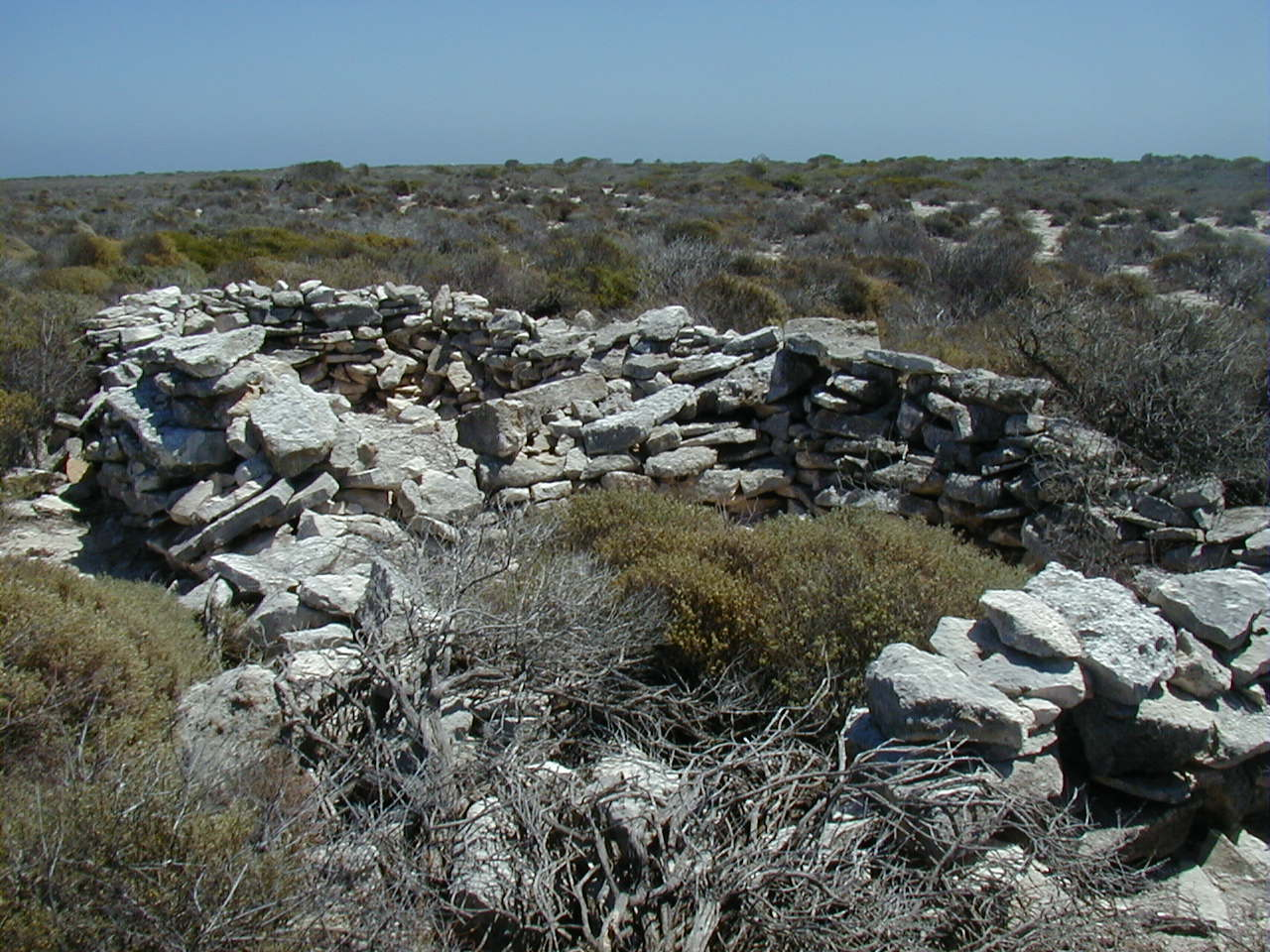
Fuerte de piedra Wiebbe Hayes en West Wallabi Island

El primer acto deliberado de Cornelisz fue tener todas las armas y suministros de alimentos confiscados y puestos bajo su control. Luego trasladó a un grupo de soldados, liderados por Wiebbe Hayes, a la cercana West Wallabi Island(ubicada aproximadamente a 8.7 kilómetros o 5.4 millas al noroeste), con el pretexto de hacerles buscar agua. Se les dijo que enviaran señales de humo cuando encontraran agua y serían rescatados. Convencido de que no tendrían éxito, los dejó allí para morir y tomó el control total de los demás sobrevivientes.
Cornelisz nunca cometió ninguno de los asesinatos por sí mismo; aunque intentó, pero no logró, envenenar a un bebé (que finalmente fue estrangulado). En cambio, coaccionó a otros para que lo hicieran por él, generalmente bajo el pretexto de que la víctima había cometido un crimen como el robo. Originalmente, Cornelisz y sus secuaces habían asesinado para salvarse; no obstante, no tardaron en comenzar a matar por placer o por hábito. Cornelisz planeó reducir la población de la isla a alrededor de 45 para que sus suministros duraran el mayor tiempo posible. También temía que muchos de los sobrevivientes permanecieran leales a la compañía. En total, los seguidores de Cornelisz asesinaron al menos a 110 hombres, mujeres y niños. Un pequeño número de mujeres fueron mantenidas como esclavas sexuales; entre ellas estaba Jans, la cual Cornelisz se reservó para sí mismo.

### Rescate
Aunque Cornelisz había dejado a los soldados, liderados por Hayes, para que murieran, llegaron a encontrar buenas fuentes de agua y comida en la Isla West Wallabi. En un inicio, desconocían las masacres que estaban ocurriendo y enviaron señales de humo preestablecidas anunciando sus hallazgos. Sin embargo, no tardaron en enterarse de los asesinatos por sobrevivientes que huían de la Isla Beacon. En respuesta, los soldados improvisaron armas con materiales arrastrados por el naufragio. También establecieron una vigilancia para estar preparados para los hombres de Cornelisz y construyeron un pequeño fuerte de bloques de piedra caliza y coral.
Cornelisz se apresuró a aprovechar las noticias del agua en la otra isla, ya que su propio suministro estaba disminuyendo y la continua supervivencia de los soldados amenazaba su éxito. Temía que cualquier barco de rescate avistara primero a los soldados, por lo que envió a sus hombres a eliminar esta amenaza. Pero los soldados entrenados, que ahora estaban mucho mejor alimentados que el grupo de Cornelisz, los derrotaron fácilmente en varias batallas. Buscando someter a Hayes a su mando, Cornelisz viajó él mismo a la isla, donde Hayes y sus soldados lo tomaron como rehén. Los hombres que escaparon se reagruparon bajo el mando del soldado Wouter Loos e intentaron de nuevo, esta vez utilizando mosquetes para sitiar el fuerte de Hayes y casi derrotar a los soldados. Sin embargo, los hombres de Hayes prevalecieron nuevamente justo cuando llegó el Sardam. Se desató una carrera hacia el barco de rescate entre los hombres de Cornelisz y los soldados. Hayes llegó primero al barco y pudo presentar su versión de la historia a Pelsaert. Después de una breve batalla, la fuerza combinada capturó a todo el grupo de Cornelisz.

### Consecuencias

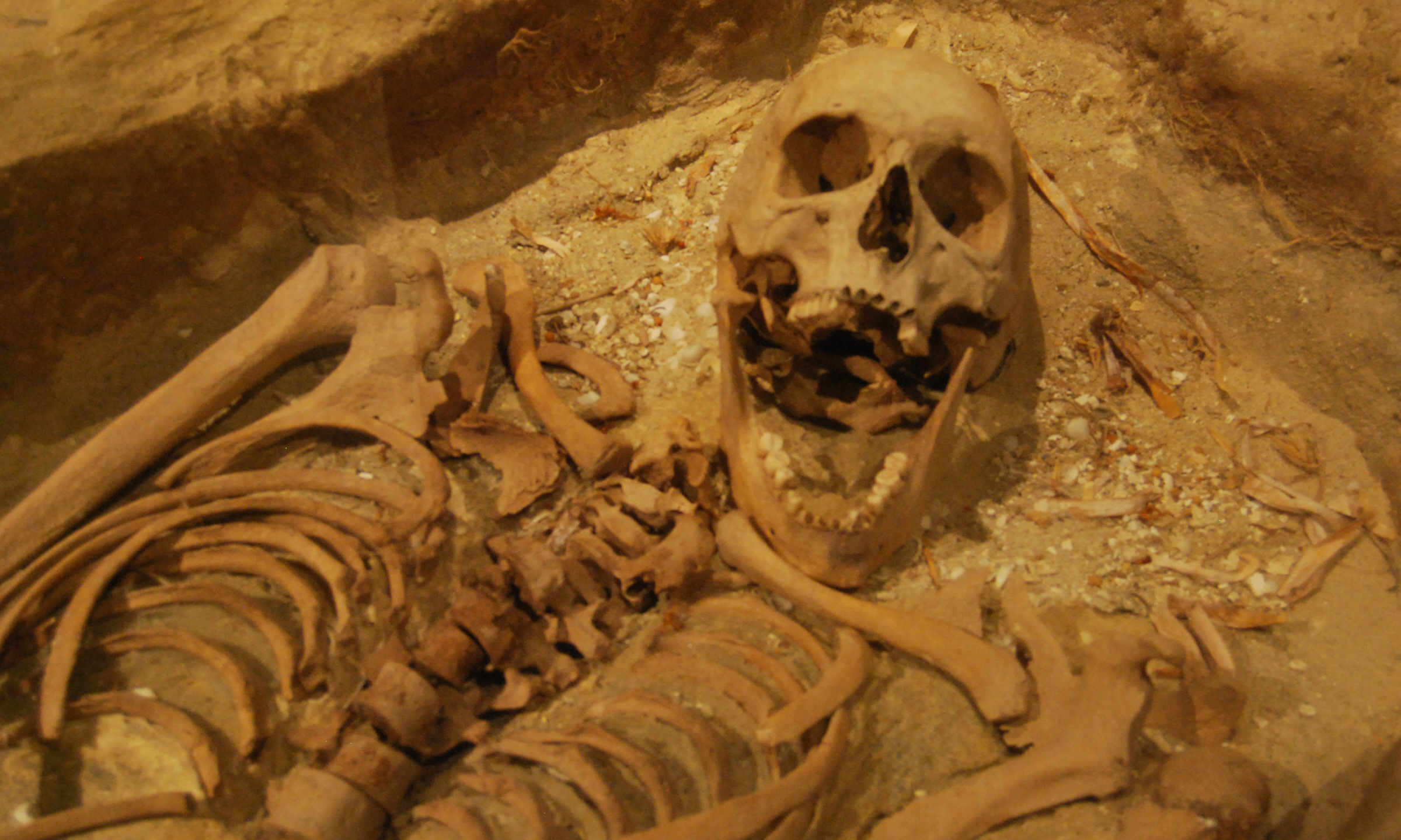
Una de las víctimas de la masacre de Batavia, excavada en Beacon Island y ahora expuesta en el Museo de Naufragios de Fremantle. Varón, de unos 35-39 años, con el cráneo destrozado, el omóplato roto y sin pie derecho.

Pelsaert decidió realizar un juicio en las islas, porque el Sardam en el viaje de regreso a Batavia habría estado sobrecargado con sobrevivientes y prisioneros. Después de un breve juicio, los peores delincuentes fueron llevados a la Isla Seal y ejecutados. A Cornelisz y a varios de sus secuaces se les cortaron ambas manos antes de ser ahorcados.
Loos y un grumete, Jan Pelgrom de Bye, que fueron considerados delincuentes menores, fueron abandonados en el continente australiano y no se volvió a saber de ellos. Esto los convirtió en los primeros europeos en haber vivido de forma permanente en el continente australiano. En la actualidad, se piensa que este lugar se trata de Wittecarra Creek cerca de Kalbarri, Australia Occidental, aunque otra sugerencia es el cercano Puerto Gregory.

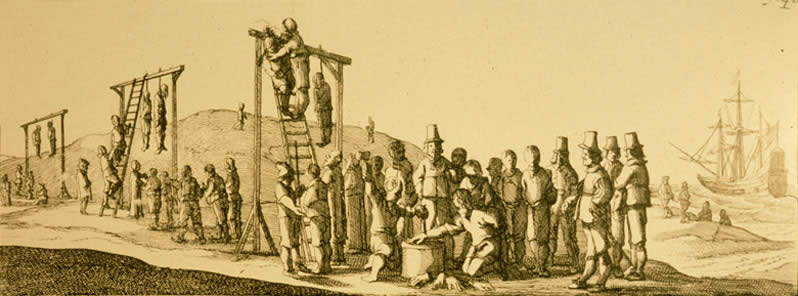
Ahorcamiento de los asesinos de Batavia.

El resto de los secuaces de Cornelisz fueron llevados a Batavia para ser juzgados. Cinco fueron ahorcados, mientras que varios otros fueron azotados, arrastrados por la quilla o arrojados desde el bauprés en el posterior viaje de regreso a casa. El segundo al mando de Cornelisz, Jacop Pietersz, fue ejectuado en la rueda, el castigo más severo disponible en ese momento. A pesar de ser torturado, Jacobsz no confesó su participación en la conspiración para el motín y escapó de la ejecución debido a la falta de pruebas. Su final es desconocido, pero se asume que podría haber muerto en prisión en Batavia. Una junta de investigación decidió que Pelsaert había ejercido una falta de autoridad y, por lo tanto, fue parcialmente responsable de lo sucedido. Sus activos financieros fueron incautados y murió de enfermedad al siguiente año, aunque sus diarios sobre el asunto se publicaron en 1647 y fueron ampliamente leídos, lo cual difundió el conocimiento de los peligros de la costa de Australia Occidental.
Hayes fue aclamado como un héroe y ascendido a sargento, lo que aumentó su salario, mientras que aquellos que habían estado bajo su mando fueron ascendidos al rango de cabo. De las 332 personas originales a bordo del Batavia, solo 122 llegaron al puerto de Batavia. El Sardam finalmente navegó de regreso a casa con la mayor parte del tesoro que originalmente llevaba el Batavia a bordo. De los doce cofres del tesoro que originalmente estaban a bordo, diez fueron recuperados y llevados a bordo del Sardam.

## Naufragio

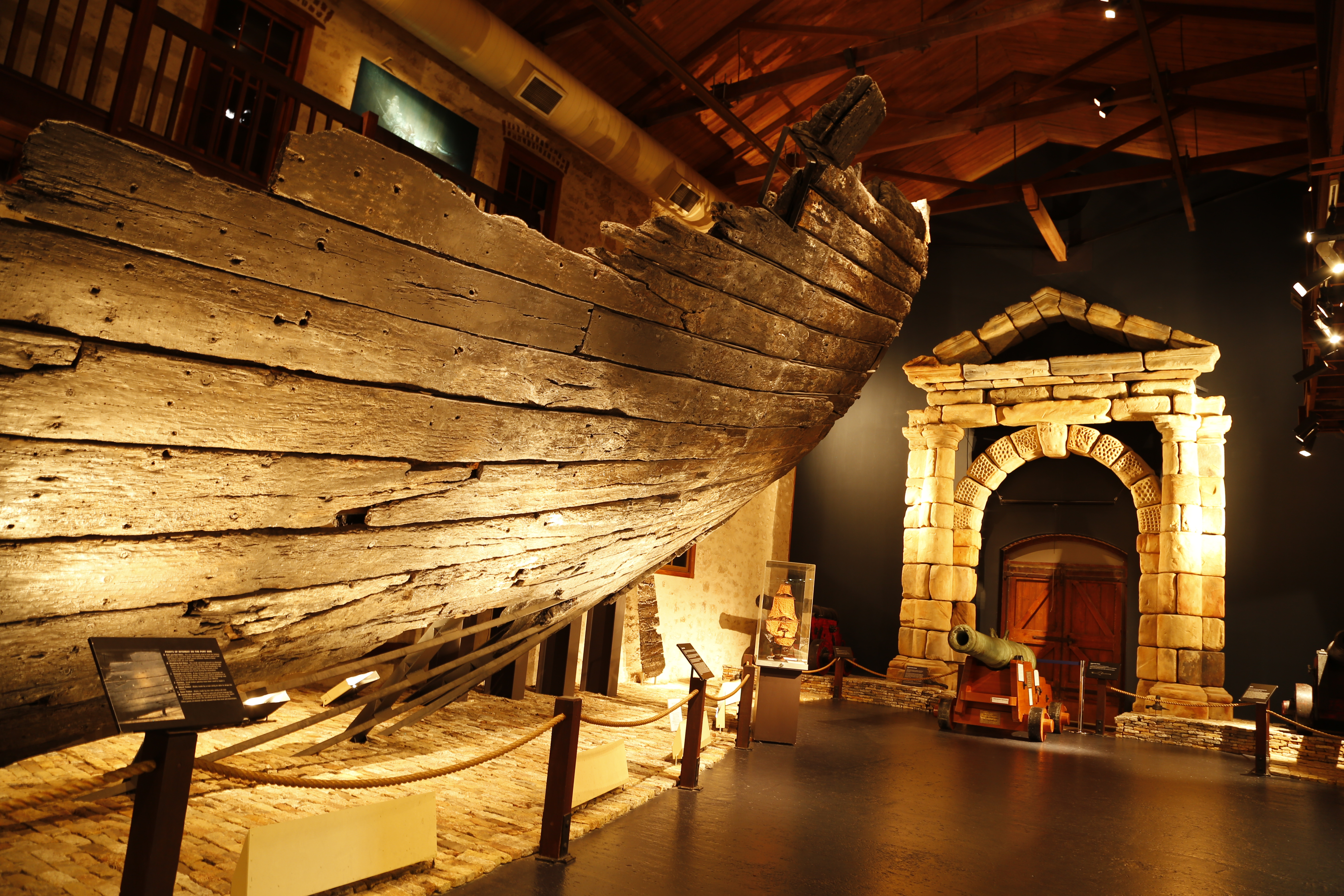
La sección de popa del casco del Batavia y réplica de la puerta de entrada, ambas alojadas en las Galerías de Naufragio de Fremantle, Australia Occidental.

Al inspeccionar la costa noroeste de las Islas Abrolhos para el Almirantazgo Británico en abril de 1840, el Capitán John Lort Stokes informó que «se descubrieron las vigas de un gran barco», asumido como el Zeewijk, «en el punto suroeste de una isla», recordándoles que, dado que la tripulación del Zeewijk «informó haber visto un naufragio en esta parte, no hay duda de que los restos eran del Batavia».
En la década de 1950, a partir de una extensa investigación en archivos, la historiadora Henrietta Drake-Brockman argumentó que el naufragio del Batavia debía encontrarse en el grupo de islas Wallabi. El naufragio fue avistado por primera vez en 1963 por el pescador de langostas David Johnson.
En la década de 1970, se llevó a cabo una investigación arqueológica sistemática. La mayor parte del trabajo de excavación se llevó a cabo a lo largo de cuatro años, a partir de 1972, con una prospección inicial en 1971. Se levantó y conservó una gran cantidad del casco sobreviviente. Esto equivale aproximadamente a 20 toneladas de madera, que representan alrededor del 3.5% del casco original del barco. Entre otros objetos grandes se encuentran las maderas del lado de babor de la popa, los cañones y un ancla. También se excavó una gran selección de artículos más pequeños, con muchos recipientes de cerámica, armas, equipos de cocina y artículos de navegación (incluyendo cuatro astrolabios). A esto se sumaron varios artículos comerciales transportados como parte de la carga del barco.
La excavación se realizó en condiciones desafiantes, con el oleaje procedente del Océano Índico impidiendo el buceo en 173 de los 447 días pasados en el sitio, por lo que parte de ese buceo se restringió al sitio interior del naufragio, donde el material había sido llevado a un área protegida del oleaje dentro del arrecife. En la cuarta temporada en el sitio (comenzando en septiembre de 1975), solo se pudieron realizar 10 días de buceo en el sitio principal del naufragio, más expuesto.
Para facilitar la supervisión y cualquier tratamiento futuro, los maderos del casco se erigieron en un marco de acero. Su diseño (y el de un arco de piedra también recuperado)  permitía desmontar los componentes individuales de manera sencilla.
En 1972, el gobierno holandés transfirió los derechos sobre los naufragios holandeses en aguas australianas al gobierno australiano. Los artículos excavados están en exhibición en varias ubicaciones del Museo de Australia Occidental, aunque la mayoría de los cañones y anclas se han dejado in situ. El naufragio sigue siendo uno de los principales sitios de buceo en la costa de Australia Occidental.

### Lingotes y joyas

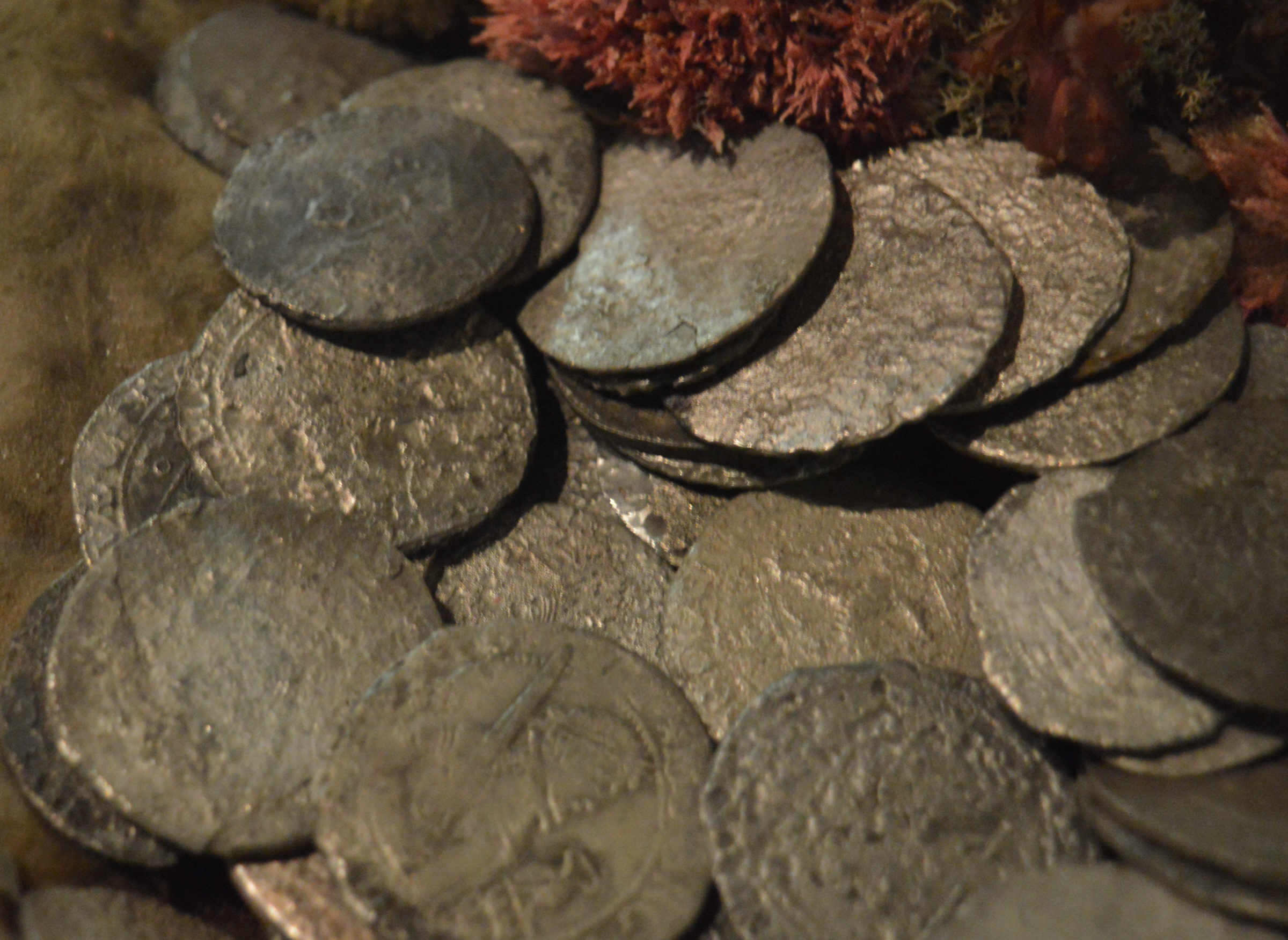
Monedas de plata Rijksdaalder recuperadas en el lugar del naufragio.

El Batavia llevaba una considerable cantidad de monedas de plata, artículos de plata manufacturados y joyas. Los artículos de plata manufacturados eran mercancías que Pelsaert había solicitado específicamente para mejorar la capacidad comercial de la Compañía Neerlandesa de las Indias Orientales (VOC), ya que había encontrado que estos eran muy buscados por los «grandes hombres» con los que había tratado en Agra. Aunque los buzos de Pelsaert recuperaron algunos de los artículos de plata en sus operaciones de salvamento, una gran cantidad aún quedaba por recuperar en la investigación arqueológica. Además de la vajilla más común, los hallazgos de plata incluían partes de cabeceras de cama.
Cada barco de la clase Batavia llevaba un estimado de 250,000 florines en doce cofres de madera; cada uno contenía unas 8,000 monedas de plata. Este dinero estaba destinado a la compra de especias y otras mercancías en Java. La mayor parte de estas monedas eran rijksdaalders de plata producidas por los estados holandeses individuales, mientras que el resto de monedas similares eran producidas por ciudades alemanas como Hamburgo.
Pelsaert fue instruido para recuperar tanto dinero como fuera posible a su regreso a las Islas Abrolhos, por lo que utilizó buzos «para intentar si es posible recuperar todo el dinero [y] el cofre de joyas que antes de su partida ya había sido salvado en la pequeña isla». Recuperar el dinero no fue sencillo, pues Pelsaert reportó dificultades para sacar los cofres pesados, como ocurrió el 27 de octubre de 1629, cuando un cofre tuvo que ser marcado con una boya para su recuperación posterior. El 9 de noviembre, registró el envío de cuatro cofres de dinero al Sardam, y tres al día siguiente, pero luego abandonó el trabajo de recuperación. Para el 13 de noviembre, Pelsaert registró que se habían recuperado diez cofres de dinero, unas 80,000 monedas, dejando dos perdidos ya que originalmente había doce cargados. Uno estaba atascado bajo un cañón, y el otro había sido abierto por los hombres de Cornelisz.
El cargamento del Batavia incluía también objetos especiales que Pelsaert llevaba para vender a la corte mogol de la India, adonde tenía intención de viajar. Había cuatro bolsas de joyas, cuyo valor se estimaba en unos 60.000 florines, y un camafeo romano de principios del siglo IV, así como otros muchos objetos expuestos actualmente en Fremantle y Geraldton (Australia Occidental) o recuperados por Pelsaert.

## Legado

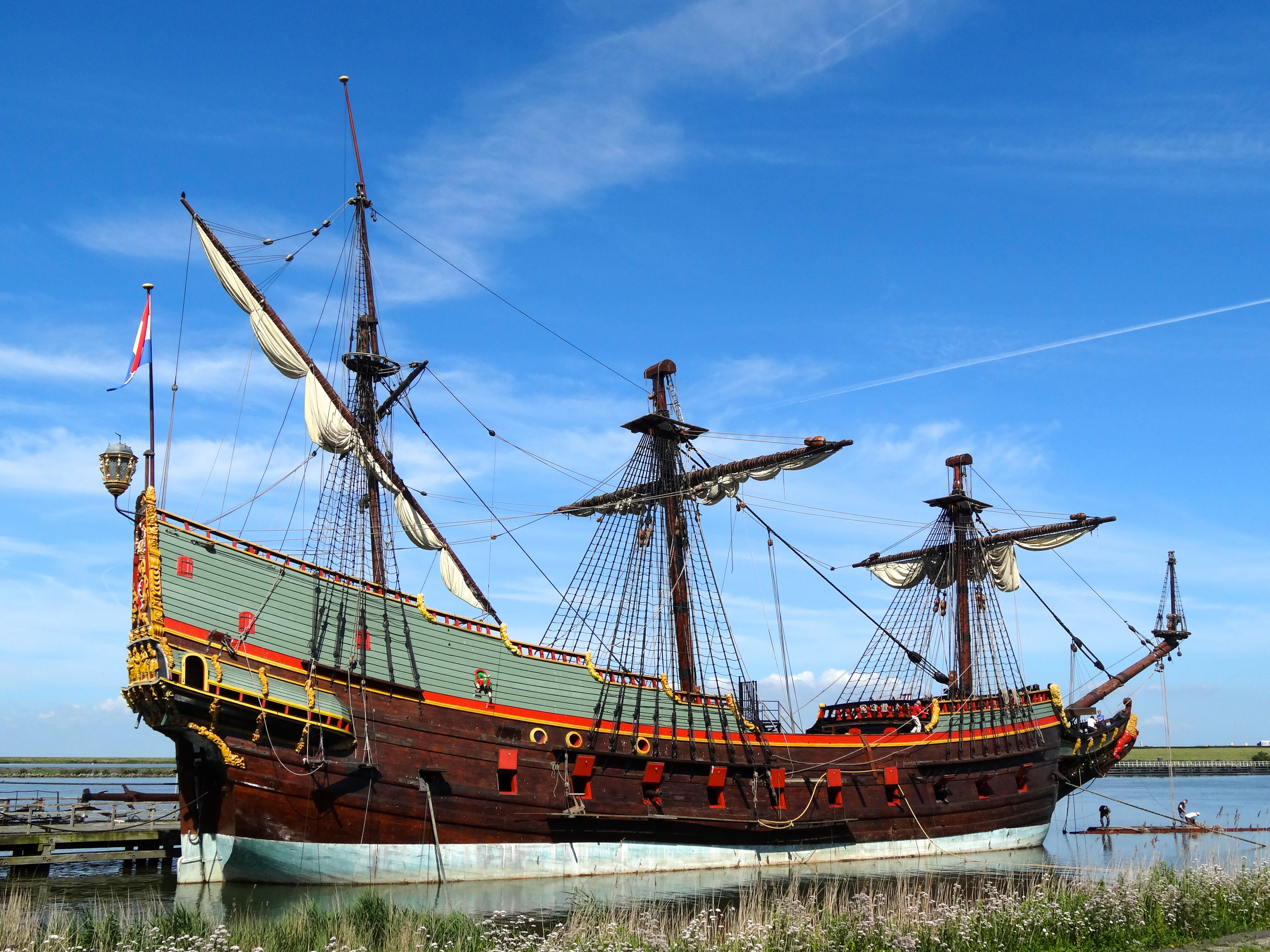
Réplica del Batavia

Entre 1985 y 1995 se construyó una réplica del Batavia con los mismos materiales y métodos utilizados a principios del siglo XVII. Su diseño se basó en relatos de la época, restos de naufragios recuperados y otros barcos contemporáneos como el Vasa. Tras varios viajes conmemorativos, el buque está amarrado como barco museo en Lelystad (Países Bajos).

## Representación y menciones
La historia fue relatada en Islands of Angry Ghosts, obra de Hugh Edwards en la que se describía el naufragio y sus consecuencias y se relataba la historia del descubrimiento y la recuperación.
En 1973, Bruce Beresford produjo una película sobre el barco titulada The Wreck of the Batavia (El naufragio del Batavia). Por otro lado, en 1995, se emitió otro documental titulado The Batavia – Wreck, Mutiny and Murder (El Batavia: naufragio, motín y asesinato), a través de la Nine Network.
En 2001, el escritor galés Mike Dash publicó su libro Batavia's Graveyard: The True Story of the Mad Heretic Who Led History's Bloodiest Mutiny (El cementerio de Batavia: La verdadera historia del hereje loco que dirigió el motín más sangriento de la historia), un relato historiográfico de los acontecimientos y las personas a bordo del Batavia.  
La primera novela de Arabella Edge, The Company: The Story of a Murderer (2000), es un relato ficticio del naufragio del Batavia y sus consecuencias.
En 2012, Peter Fitzsimons publicó un libro titulado Batavia en el que se discuten los hechos en detalle y, en 2017, un reportaje de 60 Minutes detalló la recuperación arqueológica de los restos óseos de algunas de las víctimas. Casefile True Crime Podcast también cubrió el incidente en detalle en febrero de 2020, al igual que Omnibus, el podcast de Ken Jennings y John Roderick en 2022. El viaje, el naufragio y los acontecimientos posteriores son el tema de la novela de David Mark publicada en 2022, titulada Anatomy of a Heretic, así como de la novela The Night Ship de Jess Kidd, también de ese mismo año.
El grupo de metal extremo Deströyer 666 escribió una canción sobre el motín titulada «Batavia's Graveyard» para en el álbum Never Surrender.